# 市辺押磐皇子
市辺押磐皇子（いちのへのおしはのみこ、? - 安康天皇3年10月）は、記紀・『風土記』に伝えられる5世紀頃の皇族（王族）。磐坂皇子（いわさかのみこ）・磐坂市辺押羽皇子・天万国万押磐尊（あめよろずくによろずおしはのみこと、以上『日本書紀』）・市辺之忍歯王・市辺忍歯別王（いちのへのおしはわけのみこ、以上『古事記』）・市辺天皇命（いちのへのすめらみこと、『播磨国風土記』）とも。履中天皇の第一皇子で、母は葦田宿禰（葛城襲津彦の子。一説に羽田矢代宿禰）の女の黒媛。また、顕宗天皇・仁賢天皇・飯豊青皇女の父、安康天皇・雄略天皇の従兄弟に当たる。

## 概要

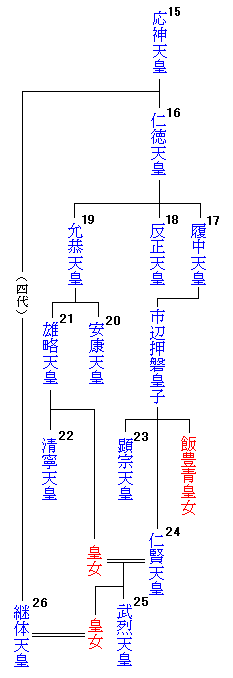
天皇系図 15-26代

押歯（八重歯）で、『古事記』では歯の先端が3つに割れていたことから、この名があるという。 安康天皇3年8月、安康天皇が眉輪王によって暗殺されたが、天皇は生前、押磐皇子に王位を継承させ、後事を託そうとしていた。かねてからこのことを恨んでいた大泊瀬皇子（後の雄略）は、10月に押磐皇子を近江の蚊屋野（かやの、現在の滋賀県蒲生郡日野町鎌掛付近か）へ狩猟に誘い出し、「猪がいる」と偽って皇子を射殺した。さらに、遺骸を抱いて嘆き悲しんだ舎人（とねり）の佐伯部仲子（さえきべのなかちこ）をも殺して、皇子とともに同じ穴に埋め、陵を築かせなかったという。子の億計・弘計（後の仁賢・顕宗）兄弟は難が及ぶのを恐れ、舎人とともに丹波国を経て播磨国赤石に逃れ、名を隠して縮見屯倉首（しじみのみやけのおびと）に仕えた。
清寧天皇3年、億計・弘計は宮中に迎えられて弟の弘計王が即位した（顕宗天皇）。顕宗天皇は置目老嫗（おきめのおみな）の案内から亡父の遺骨の所在を知り得て、改めて陵を築いた。この時、皇子と仲子の遺骨が頭骨を除いて区別出来なかったため、相似せた2つの陵を造ったとされる。現在、滋賀県東近江市市辺町に存する円墳2基（古保志塚という）がそれと伝えられ、宮内庁の管理下にあるが、かつては同市木村町のケンサイ塚古墳（円墳・消滅）や妙法寺町の熊の森古墳（前方後円墳）を皇子墓に比定する異説もあり、福井県大飯郡おおい町名田庄挙原にある皇子塚も皇子の墓であるとの地元の伝承がある。

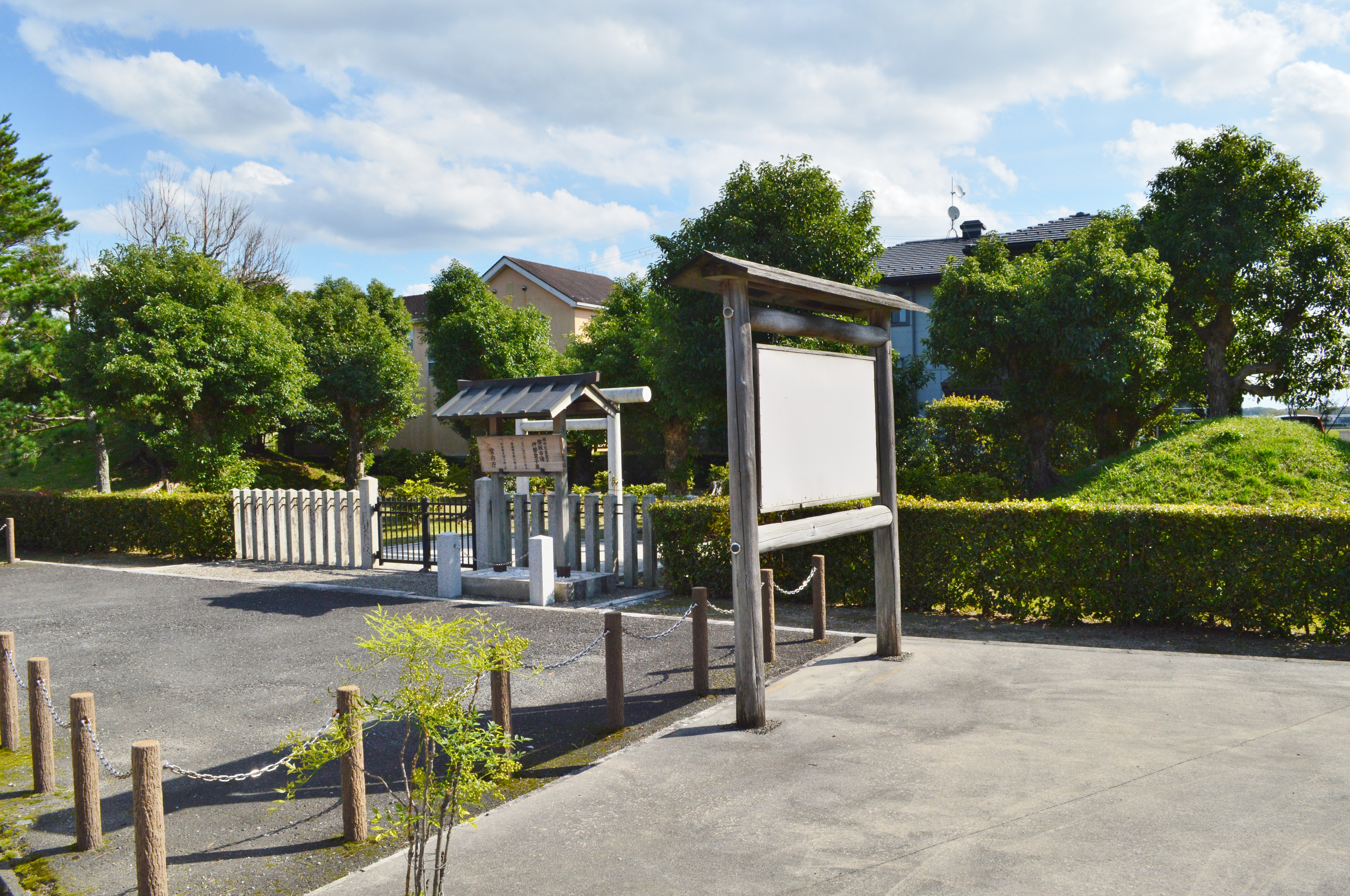
磐坂市辺押磐皇子墓（滋賀県東近江市） 中央に拝所、左右に古墳2基。

『播磨国風土記』に「市辺天皇」とあり、皇統譜には記載されていないが、実質的にあるいは実際に天皇に即位していた可能性が指摘されている。

## 系譜
- 妃：荑媛（はえひめ、葛城蟻臣の女）
  - 居夏姫（いなつひめ）
  - 億計王（おけのみこ、島稚子・大石尊）
  - 弘計王（をけのみこ、来目稚子）
  - 飯豊青皇女（いいとよのひめみこ、忍海部女王）　億計・弘計の姉とする方が妥当か[要出典]。あるいは、叔母と姉の二人が類似した名前を称したとも考えられる[要出典]。
  - 橘王（たちばなのみこ）

## 伝承
福井県おおい町には、押磐皇子の陵とされる塚が存在する。